# Marcin Iwiński
Marcin Iwiński (né est le 30 juin 1974) est un chef d'entreprise polonais, fondateur du studio d'édition de jeux vidéo CD Projekt.